# Takács család (saári)
A saári Takács család (Takáts, Takách) régi Vas vármegyei eredetű magyari nemesi család.
A család fő fészke az előnevet adó Sár(i) község volt, melyet 1912-ben csatoltak Sárvárhoz. Emellett a saári Takácsoknak birtokai voltak még Csánig, Jákfa, Vasegerszeg, Kőszegpaty, Nemescsó, Pusztacsó, Benkeháza térségében is, és egyik águk Sopron vármegyébe is elszármazott.
1492. augusztus 5. (in Maria de nive). A vasvári káptalan előtt Koltai Zombath István fia János, noha apja Milek határában a Negyed-feld nevű részen 40 hold szántót, amelyből 11 hold a Nagyerdew alatt, 9 a Saar-nál, 5 a Nagyerdew felett, 4 a Sarwth mellett (ad meridiem diver-tuntur), 7 a Prépostuta keleti felén, három pedig a Haraztkews között fekszik, Kysfawd-i néhai György fia Balázsnak öt forintért adott zálogba, ő most Takacz néhai György fia Mátyásnak, annak feleségének: Katalinnak, István, János, Balázs, András nevű gyermekeinek 4 arany forintért adja zálogba.
1698-ban Takách György saári-szőlőföldi, míg Takácz György hosszvégi birtokos.
Takács György és Ferenc 1754-ben taksás nemesek Saáriban.
A sárvári plébániatemplom 1815. évi kánoni vizitációja során Takáts György gondnok a király képviselője, Takáts Ferenc pedig Saári községé.
Takács Pál 1852-ben saári esküdt.
III. Ferdinánd király a Pozsonyban 1646. november 5-én kelt címeres nemeslevélben erősítette meg a Takács család nemességét.
A család címere: Háromszög-alakkal fölosztott pajzs udvar, vagyis a pajzs aljáról egy heraldikai háromszög emelkedik föl s csúcsával a vért felső szélét érinti, a mellette két felül levő felső kék színű téren egy-egy csillag; a háromszög alakú vörös mezőben fél hold, mely hegyeivel balra fordul. A sisak koronáján vörös ruhás, fehér öves vitéz emelkedik föl, bal kezét a csípőjén tartja, a jobbal kardot villogtat. Takarók: jobbról arany-kék, balról ezüst-vörös.
E családból származott Takács Miklós erdészeti szakíró, szociáldemokrata politikus.